# Femke van der Steen
Femke Van der Steen (1999) is een Vlaamse actrice, theatermaakster en schrijfster. Van der Steen is vooral bekend van de jeugdserie wtFOCK waarin ze in 2018 het hoofdpersonage Jana Ackermans speelde. In 2023 was ze ook te zien als volwassen Tess in Het smelt van Veerle Baetens.
Van der Steen studeerde in 2022 af als Master 'Drama' aan LUCA School of Arts. Haar Masterproef Mater, speelde onder andere op Theater Aan Zee (2022) en werd positief gerecenseerd. De tekst van Mater werd uitgegeven bij de Nieuwe Toneelbibliotheek en deels gepubliceerd in Deus Ex Machina. In 2023 werd de ze genomineerd voor de Toneelschrijfprijs en won de Vertaalprijs. Dit houdt in dat de tekst van Mater zal worden vertaald in het Frans, Engels of Duits en in het buitenland gepresenteerd. 
Ze was oprichter en mede lid van theatercollectief OverHere, waar ze in 2023 uitstapte.

### Toneelteksten
- 2022: Mater
- 2023: There Never Was a Box (Mater II)

### Vertaalde toneelteksten
- 2024: Mater, wordt naar het Duits vertaald
- 2024: There Never Was a Box, wordt naar het Engels vertaald door David Colmer

## Filmografie (selectie)

### Films
- 2023: Het smelt

### Televisie
- 2018-2023: wtFOCK (31 afleveringen)
- 2020: Familie (1 aflevering)
- 2021: 3Hz (1 aflevering)

## Prijzen en nominaties
- 2022 winnaar Boze Wolf Prijs voor Aanstormend Talent met collectief OVERHERE [4]
- 2023 longlist PrixFintroPrijs
- 2023 nominatie Taalunie Toneelschrijfprijs voor Mater, winnaar van de Vertaalprijs